# Aspisheim
Aspisheim là một Ortsgemeinde – một xã thuộc một Verbandsgemeinde, một dạng xã tập thể chỉ có ở Rheinland-Pfalz – huyện Mainz-Bingen thuộc bang Rheinland-Pfalz, phía tây nước Đức. Xã Aspisheim có diện tích 5,81 km², dân số thời điểm ngày 31 tháng 12 năm 2006 là 958 người.
Aspisheim nằm ở Rhenish Hesse giữa Mainz và Bad Kreuznach.